# Карл IX (король Швеции)
Карл IX (швед. Karl IX; 4 октября 1550[…], Замок Тре Крунур, Стокгольм — 30 октября 1611[…], Замок Нючёпинга, Нючёпинг, Швеция) — герцог Сёдерманландский, регент Швеции с середины 1590-х годов, король Швеции с 1604 года из династии Васа.

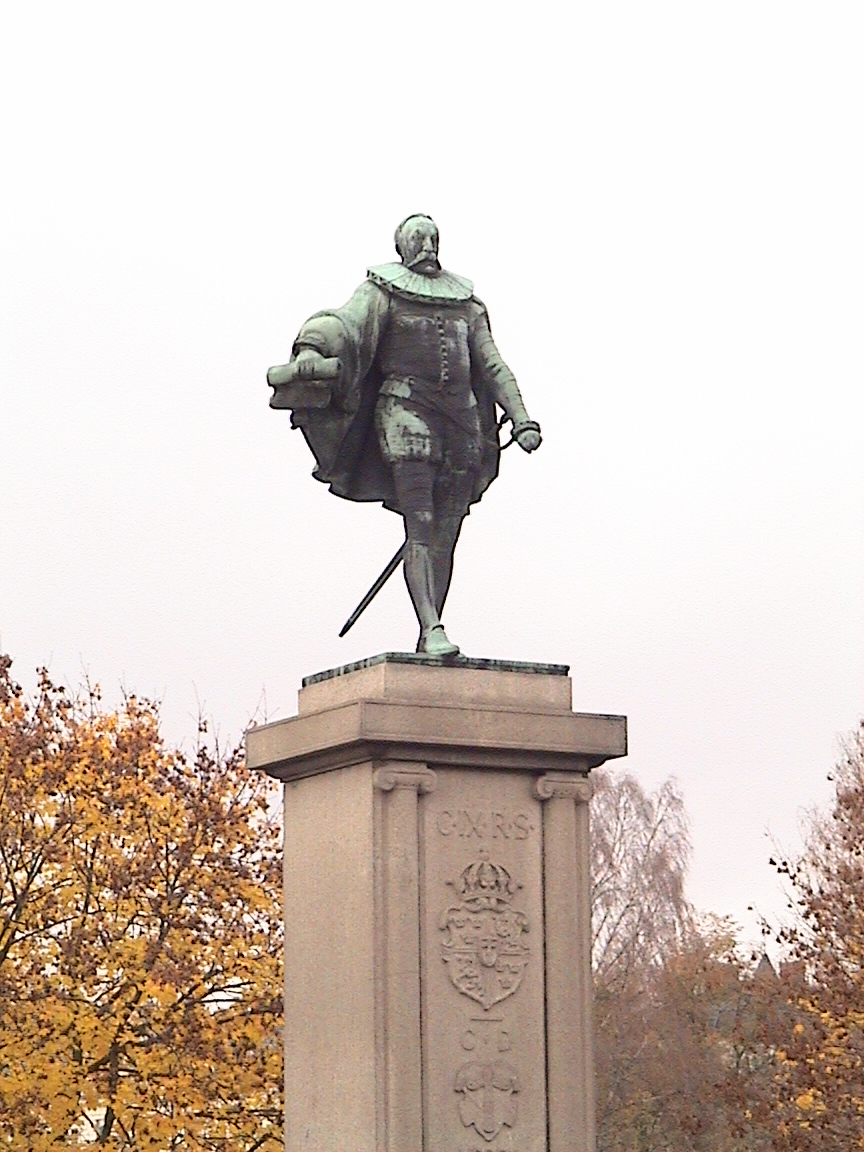
Статуя Карла IX в Карлстаде.

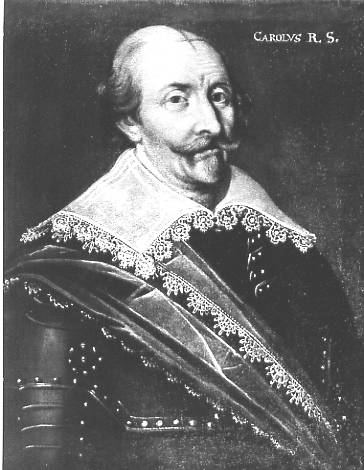
Изображение короля Швеции Карла IX

Коронационное кольцо Карла IX

## Биография
Карл был третьим сыном Густава I Васы от второй жены Маргариты Лейонхувуд. По завещанию отца (1560) получил во владение герцогство, в которое входил почти весь Сёдерманланд, бо́льшая часть Нерке, несколько приходов Вестманланда, часть херада Вадсбу в Вестергётланде и весь Вермланд.
В возрасте всего лишь 15 лет командовал артиллерией при захвате Варберга в 1565 году.
После участия в восстании против Эрика XIV, в котором он играл не последнюю роль, приобрёл значительно влияние в королевстве.
Вскоре после свержения Эрика Карл вступил в конфликт с Юханом III, который хотел ограничить его обширную власть в герцогстве. Поскольку риксрод поддержал короля, то Карлу пришлось уступить.
После смерти Юхана в 1592 году и до прибытия в Швецию его сына Сигизмунда, ранее избранного польским королём, управление государством находилось в руках риксрода, в котором Карл играл роль «первейшего». С восшествием на престол нового короля над Швецией нависла угроза проведения контрреформации, поскольку Сигизмунд исповедовал католицизм. Карл всячески препятствовал этому, став одним из главных защитников лютеранской веры.
После отъезда Сигизмунда в Польшу риксрод на время его отсутствия удостоил Карла титулом «первейшего лица Совета и регента государства». Когда же король выразил своё неудовольствие этим, Карл в 1595 году собрал в Сёдерчёпинге риксдаг, на котором сословия подтвердили его полномочия, поручив наблюдать за выполнением Сигизмундом королевской клятвы, данной им при вступлении на престол. Однако противоречия с членами риксрода привели к их разрыву с герцогом Карлом.
На риксдаге, собравшемся в 1597 году в Арбуге и бойкотировавшемся высшим дворянством (на нём присутствовал лишь один член риксрода), Карлу как регенту были предоставлены неограниченные полномочия. Его разрыв с королём перешёл в открытую фазу после того, как он предпринял военные действия против замков, находившихся в руках ленников короля. Результатом этого стал массовый отъезд знати ко двору Сигизмунда в Польше.
В 1598 году Сигизмунд высадился в Швеции во главе войска, которое, однако, в битве у Стонгебру, состоявшейся 25 сентября, потерпело поражение от армии герцога. Король был вынужден вернуться в Польшу, выдав Карлу пятерых членов риксрода. В 1599 году риксдаг низложил Сигизмунда.
Карл воспользовался этой победой, чтобы расправится с противниками своей власти. На риксдаге в Линчёпинге, состоявшемся в 1600 году, был организован суд над взятыми в плен членами риксрода. Во главе суда стояли два верных герцогу члена Совета, что было нарушением договорённости с Сигизмундом. В качестве обвинителя выступал сам герцог. Четверо обвиняемых признались в измене и были помилованы. Однако ещё четверо 29 марта 1600 года были казнены (это событие в шведской историографии известно как «Линчёпингская кровавая баня»).
Тем не менее, герцог, верный завещанию отца, не спешил с принятием королевского титула, тем более что младший брат Сигизмунда, Юхан Эстергётландский по закону стоял ближе к трону, нежели Карл. Лишь с 1603 года он начинает использовать титул короля. Однако широко использоваться он стал лишь после того, как брат Сигизмунда в 1604 году отказался от притязаний на корону.
В 1607 году герцог Карл был коронован в Уппсале под именем Карла IX.
В дальнейшем на внешнюю политику Карла IX династический вопрос продолжал оказывать значительное влияние, что привело к активизации Швеции на восточном направлении. Его попытка захватить Ливонию привела к ухудшению отношений с Данией, Голландией и Англией, торговля которых несла из-за военных действий убытки. Начавшийся в 1611 году военный конфликт с Данией стал для Карла неожиданностью; за приступом гнева, вызванным этой новостью, последовал апоплексический удар, а в конце октября 1611 — кончина.
Карл IX был погребён в кафедральном соборе Стренгнеса. 31 июля 2018 года оттуда были украдены его похоронные регалии — корона и держава, найденые весной 2019 года.

## Семья
Карл был дважды женат. Его первая жена — Анна Мария Пфальцская (1562—1589). Их дети:
1. Маргарита Елизавета (24 сентября 1580 — 26 августа 1585)
2. Елизавета Сабина (12 марта 1582 — 6 июля 1585)
3. Людвиг (17 марта — 26 мая 1583)
4. Катарина (10 ноября 1584 — 13 декабря 1638)
5. Густав (12 июня — 4 декабря 1587)
6. Мария (18 декабря 1588 — 24 апреля 1589)

После её смерти он женился на Кристине Гольштейн-Готторпской (1573—1625). Их дети:
1. Кристина (1593—1594)
2. Густав II (1594—1632)
3. Мария Елизавета (1596—1618)
4. Карл Филипп (1601—1622)

Густав II Адольф стал королём Швеции, а принц Карл Филипп известен в русской истории как претендент на царскую корону.